# Arangina pluva
Arangina pluva là một loài nhện trong họ Dictynidae.
Loài này thuộc chi Arangina. Arangina pluva được Raymond Robert Forster miêu tả năm 1970.